# Regione di Valparaíso
La regione di Valparaiso anche chiamata V Región è una delle sedici regioni in cui il Cile è diviso. Delimitata a nord dalla regione di Coquimbo, nel sud-est dalla Regione Metropolitana di Santiago, a sud dalla regione del Libertador General Bernardo O'Higgins, ad est dall'Argentina, ad ovest dall'Oceano Pacifico.
La regione comprende le province di Isola di Pasqua, di Los Andes, Petorca, Quillota, San Antonio, San Felipe de Aconcagua, Marga Marga e Valparaíso e la capitale è la città di Valparaíso, sede del Congresso nazionale cileno.
La regione comprende il territorio conosciuto come Isole del Cile, nel quale si trova l'arcipelago delle Isole Juan Fernández, le Isole Desventuradas e le isole della Polinesia Isola di Pasqua (o Rapa Nui) e Isola Sala y Gómez.

## Geografia fisica
Lungo la cordigliera delle Ande si possono vedere cime che vanno da 5.000 a 6.000 metri, come il Monte Juncal alto 6110 m. A nord la cordigliera delle Ande e quella della costa formano una sola unità, in quanto sono unite da cordoni trasversali.
La Depressione intermedia: in questa regione possono essere osservati le ultime valli trasversali, che corrispondono ai bacini dei fiumi Petorca, La Ligua e Aconcagua. Il cordone trasversale Chacabuco marca il confine tra la regione di Valparaiso e la regione metropolitana. La depressione intermedia è presente solo in alcuni bacini interni, come La Catapilco e La Ligua, delimitati dalle colline.
Come si è già detto, nella parte settentrionale la cordigliera della costa e quella delle Ande vanno a costituire un'unica unità. A sud del fiume Aconcagua le due cordigliere si differenziano chiaramente, separati dalla depressione intermedia. La catena montuosa raggiunge altezze elevate nella parte meridionale, esempio di ciò è il monte la Campana. Circa nel 33º parallelo, la cordigliera si divide in due rami, quello occidentale, che appartiene alla V regione, e quello orientale, che appartiene alla regione metropolitana.
Le pianure costiere si trovano tra la cordigliera della costa e l'Oceano Pacifico. Esse si espandono dalla foce del fiume Aconcagua verso sud, variando la loro larghezza dai 100 m ai 15 km. In alcune zone le pianure costiere presentano colline o montagne: questo è il caso di Valparaíso che sorge principalmente sulle colline. Le pianure costiere sono spesso interrotte da fiumi che hanno origine nella cordigliera della costa, come l'estuario Marga Marga. Sono frequenti le dune costiere come Longotoma.

### Idrografia
Numerosi fiumi compongono la rete regionale, soprattutto a causa della complessa topografia di questa regione. I più importanti fiumi sono la Petorca, La Ligua e Aconcagua, quest'ultimo è quello che ha il bacino più grande. Il più importante sistema idrografico della regione è quello del fiume Aconcagua, nel settore centrale della regione, con un bacino di 7640 km² e una lunghezza di 190 km, caratteristiche che hanno favorito lo sviluppo delle attività economiche connesse al settore agricolo, dell'industria e delle miniere. Nel settore settentrionale della regione si sviluppa il sistema del fiume Petorca e quello de La Ligua; nel sud della regione, i più importanti fiumi sono formati dal corso inferiore del fiume Maipo e dalla foce del fiume Rapel.

### Clima
La regione di Valparaíso ha un clima temperato mediterraneo, ma con alcune variazioni. Può essere semi-arido a nord del fiume Aconcagua, è più umido e mediterraneo nelle regioni costiere e freddo nei pressi della cordigliera.
Sia l'Oceano Pacifico, in generale, che la corrente di Humboldt, in particolare, influenzano notevolmente il comportamento degli elementi climatici della regione. Le direzioni prevalenti dei venti, tutti di componente oceanica e tutti portatori di umidità, spiega la costante presenza di questi fattori nel clima regionale. In questa regione inizia la predominanza dei climi temperati.
La natura fredda della corrente di Humboldt determina l'esistenza permanente di una fascia di basse temperature vicino alla costa, contribuendo alla diminuzione delle temperature continentali.

### Flora
La classificazione effettuata in Cile permette di individuare la Regione di Valparaíso tra i limiti della zona denominata "mesomorfica".
L'area centrale della regione è caratterizzata da una steppa di arbusti spinosi, prevalentemente biancospino. Nei settori più soleggiati, verso nord, si incontrano arbusti come guaiaco, carrubo, quillay (quillaia), molle (schinus) e altri della famiglia del biancospino. Nella zona costiera si può incontrare vegetazione formata dal peumo, boldos (boldo), maitenes, insieme a erbe e graminacee. Nelle zone umide possono essere trovati litres, quilas, pataguas. Tra i 400 e i 1.000 metri, esiste il cosiddetto bosco sclerofilo. Questo bosco è costituito da specie arboree come quillay, litre, molle, belloto, boldo e peumo.
Sui monti La Campana e El Roble si sviluppano boschi di querce (Nothofagus obliqua e Nothofagus macrocarpa) tra gli 800 e 900 metri. Altra specie importante è la palma cilena che si trova in diverse aree, in piccole comunità, nella Cordigliera della Costa dove spicca il Parco Nazionale di La Campana. La sua importanza economica è la raccolta di miele di palma e a causa del suo grande sfruttamento oggi è in pericolo di estinzione.
Nella catena montuosa, sopra i 1.600 e 2.500 metri, il paesaggio è costituito dalla steppa arbustiva sub-andina adattata al suolo roccioso e a condizioni estreme di venti forti e accumuli di neve. Sopra 2.500 m, si incontra la steppa alto-andina, che si caratterizza per la sua poca altezza (40 cm).

## Società

### Evoluzione demografica
La Regione di Valparaiso, secondo le ultime stime (2002), è popolata da un totale di 1.539.852 abitanti. La densità di popolazione ha raggiunto i 94,1 abitanti / km².
Del totale della popolazione regionale, 752.828 abitanti sono uomini (48,9%) e 787.024 sono donne (51,1%). Il 91,6% della popolazione, pari a 1.409.902 di abitanti, vive in aree urbane e solo il 8,4% della popolazione, equivalente a 129.950 abitanti vive in zone rurali.
I comuni più popolosi della regione (2002) sono Viña del Mar con 286.931 abitanti, Valparaíso con 275.982 abitanti, che unito a Villa Alemana, Quilpué e Concon, forma il Grande Valparaíso, un continuum di 1 milione di persone. Dopodiché c'è anche Quillota, con circa 201.263 abitanti e San Antonio con più di 200.000 abitanti; presto si aggiungerà come città con alta popolazione il comune di Los Andes, giacché vi si recheranno più di 40.000 minatori, necessari per l'espansione della miniera di Codelco Cile Divisione Andina.

## Geografia antropica

### Suddivisioni amministrative
| Provincia               | Capoluogo   | Comune            |
| ----------------------- | ----------- | ----------------- |
| Isola di Pasqua         | Hanga Roa   | 1 Isola di Pasqua |
| Los Andes               | Los Andes   | 2 Calle Larga     |
| Los Andes               | Los Andes   | 3 Los Andes       |
| Los Andes               | Los Andes   | 4 Rinconada       |
| Los Andes               | Los Andes   | 5 San Esteban     |
| Petorca                 | La Ligua    | 6 Cabildo         |
| Petorca                 | La Ligua    | 7 La Ligua        |
| Petorca                 | La Ligua    | 8 Papudo          |
| Petorca                 | La Ligua    | 9 Petorca         |
| Petorca                 | La Ligua    | 10 Zapallar       |
| Quillota                | Quillota    | 11 Hijuelas       |
| Quillota                | Quillota    | 12 La Calera      |
| Quillota                | Quillota    | 13 La Cruz        |
| Quillota                | Quillota    | 15 Nogales        |
| Quillota                | Quillota    | 17 Quillota       |
| Marga Marga             | Quilpué     | 14 Limache        |
| Marga Marga             | Quilpué     | 16 Olmué          |
| Marga Marga             | Quilpué     | 34 Quilpué        |
| Marga Marga             | Quilpué     | 37 Villa Alemana  |
| San Antonio             | San Antonio | 18 Algarrobo      |
| San Antonio             | San Antonio | 19 Cartagena      |
| San Antonio             | San Antonio | 20 El Quisco      |
| San Antonio             | San Antonio | 21 El Tabo        |
| San Antonio             | San Antonio | 22 San Antonio    |
| San Antonio             | San Antonio | 23 Santo Domingo  |
| San Felipe de Aconcagua | San Felipe  | 24 Catemu         |
| San Felipe de Aconcagua | San Felipe  | 25 Llaillay       |
| San Felipe de Aconcagua | San Felipe  | 26 Panquehue      |
| San Felipe de Aconcagua | San Felipe  | 27 Putaendo       |
| San Felipe de Aconcagua | San Felipe  | 28 San Felipe     |
| San Felipe de Aconcagua | San Felipe  | 29 Santa María    |
| Valparaíso              | Valparaíso  | 30 Casablanca     |
| Valparaíso              | Valparaíso  | 31 Concón         |
| Valparaíso              | Valparaíso  | 32 Juan Fernández |
| Valparaíso              | Valparaíso  | 33 Puchuncaví     |
| Valparaíso              | Valparaíso  | 35 Quintero       |
| Valparaíso              | Valparaíso  | 36 Valparaíso     |
| Valparaíso              | Valparaíso  | 38 Viña del Mar   |

### Città principali
Tra le città più importanti di questa regione c'è Valparaíso (263.499 ab. nel 2002), sede del Congresso nazionale e uno dei porti più rilevanti del paese. Dichiarata dall'UNESCO come patrimonio mondiale dell'umanità e dal governo come la capitale culturale del paese. La particolarità della disposizione delle colline a picco sul mare (in semicerchio) consente una visione particolareggiata della città.
Valparaíso è situata vicino alla città di Viña del Mar (286.931 ab. nel 2002), popolare località di intrattenimento e relax, dispone di una vasta gamma di infrastrutture turistiche.
Non possiamo dimenticare il porto numero uno in Cile per il trasporto di merci, San Antonio (198.435 abitanti circa nel 2002), capitale della omonima provincia, la quale offre bei paesaggi ed è la terra di poeti come Neruda, Parra e Vicente Huidobro.
All'interno della regione si trova Los Andes (55.127 ab. nel 2002), un importante centro di comunicazione con l'Argentina.
Altre grandi città sono (in base al censimento della popolazione del 2002): Quilpué (126.893 abitanti); Villa Alemana (115.569 abitanti); Quillota (200.231 abitanti ca.); San Felipe (53.017 abitanti); La Calera (47.836 abitanti); e Limache (34.948 abitanti).

## Economia

### Miniera
Le principali risorse minerarie della regione sono quelle del rame rappresentate dal giacimento sotterraneo e miniera a cielo aperto di proprietà di Codelco Chile, ubicata nel comune di Los Andes. Il rame è trasformato per via ferroviaria da Saladillo alla División Ventanas di Codelco Chile, dove viene trasformato in raffineria, che si trova sulla costa a nord del comune di Puchuncaví. Ci sono anche estrazioni di oro, argento, molibdeno, zinco e piombo nelle miniere private del settore della cordigliera. Nelle miniere non metalliche si estrae carbonato di calcio e calcare, che danno origine all'industria di cemento di La Calera, ed al totale della produzione interna di talco e feldspato.

### Agricoltura
Il suolo di questa regione è favorevole all'agricoltura e vi è sufficiente acqua da irrigazione che è distribuito attraverso canali e bacini. I più importanti sono: quello di Peñuelas, Lo Orozco, Lo Ovalle, Catapilco, Chepical, Las Palmas e Pitana. Il 30% della produzione agricola va al settore agricolo-industriale e il 70% al consumo fresco. Ultimamente c'è stato un forte aumento delle esportazioni, in particolare di uva. La regione contribuisce con il 29,7% della produzione nazionale di uva e con il 30% del totale della produzione di pesche. Essa produce anche kiwi, nettarine, albicocche, noci, mandorle e limoni. Si evidenzia anche la produzione di ortaggi, patate e culture orientali, come il tabacco da fiuto, la meraviglia e la canapa. Bestiame: 109.350 bovini, 91.080 ovini e 56.130 suini. Grazie al pino (zone costiere e di San Antonio), il settore forestale ha avuto un grande crescita.

### Pesca
A livello nazionale, occupano il quarto posto con 370.000 tonnellate di pescato sgombri e sardine; quasi l'85% del pescato è destinato a diventare farina di pesce. I molluschi e i crostacei sono al secondo posto, con 3419 tonnellate di vongole, gamberetti (3.478 t) e aragosta (2.364 t).

### Industria
È la terza regione industriale dopo la zona metropolitana e la Biobío. Genera il 20% del PIL regionale e il 12% della popolazione economicamente attiva è impegnata in questo settore. La maggior parte delle industrie sono concentrate nella città di Valparaiso, grazie a vantaggi comparativi, come un porto, un centro commerciale e finanziario. Ci sono industrie tessili, di filati, di abbigliamento, alimentari, cioccolata, confetteria e tabacco. Viña del Mar produce prodotti chimico-farmaceutici ed elettrodomestici di linea bianca, carta e carbone, nonché alimentari, filati e tessuti. La raffineria di Concon tratta petrolio greggio e distribuisce sottoprodotti alla maggior parte della regione centrale del paese. A nord di Quinteros si trova l'impianto di lavorazione del rame di Ventanas, che può contare su una centrale termica. Nel settore della valle di Aconcagua, la città di Quillota possiede importanti industrie alimentari, tessili e di materie plastiche; è collegatao alla zona agricola primaria di La Cruz-La Calera. Llayllay ha una industria chimica, e Catemu un'industria di tabacco e nei dintorni una raffineria di rame. San Felipe e Los Andes in aggiunta alle industrie di conserve e di fibre dure, hanno sviluppato l'industria agricola grazie ad un aumento della frutta da esportazione, creando imprese simili: imballaggio, celle frigorifero e conserve. Va evidenziata anche l'industria tessile in La Ligua e San Antonio. Un riflesso dell'importanza del settore industriale e commerciale della zona è che la più antica organizzazione commerciale del paese, la CRCP è stata fondata nel 1858 in Valparaíso.

### Commercio
Valparaíso importa tutti i tipi di prodotti: manifatture, automobili, elettrodomestici e macchinari; ed esporta soprattutto frutta. San Antonio è un esportatore di rame, vari prodotti agricoli, pescato, automobili, elettrodomestici e macchinari; importa anche cereali. Valparaíso ha un sistema di comunicazione che la collega alla capitale del Paese e ai punti più importanti del Cile. Fino a poco tempo fa, la principale via di comunicazione era la ferrovia che collegava Santiago con Valparaíso; questo percorso è stato poi sostituito dalla strada che attraversa il tunnel di Lo Prado e che collega le due città. Il percorso internazionale più importante è quello che collega la città transandina di Mendoza con Valparaíso, la Ruta CH-60, fattore chiave per favorire scambi commerciali e il flusso di turisti argentini che si reca alle spiagge di questa regione. In inverno questo percorso è bloccato dalla neve, si è quindi pensato di costruire un tunnel che attraverso Juncal permetterà di raggiungere Los Libertadores tutto l'anno. La provincia e il porto di San Antonio sono stati annessi alla regione per formare un complesso portuale che unisce e facilitare l'attività di Valparaíso e San Antonio.

### Settore forestale
Il settore forestale ha guadagnato importanza nel contesto nazionale. Il legno proveniente dalla regione è prevalentemente destinato alla lavorazione e, in misura minore, alla produzione di cellulosa. Il 10% della superficie regionale risulta ricoperta di piante, d cui quasi il 60% è foresta nativa, il resto è piantato. La foresta nativa regionale è abbastanza degradata.

### Turismo
Il turismo in questa regione è molto sviluppato, in quanto vi è un gran numero di attrazioni, tra le quali possiamo evidenziare le 25 località balneari che si trovano tra Papudo e Santo Domingo, la più importante delle quali è Viña del Mar, che si distingue per le sue strutture alberghiere e per la sua intensa attività turistica. Vanno inoltre menzionate le località balneari di Cartagena, Santo Domingo, El Tabo, El Quisco ed Algarrobo, tutti appartenenti alla provincia di San Antonio. Possiamo anche citare i microclimi di Quillota, Quilpue, Villa Alemana e Olmué, il Parco Nazionale "La Campana" e le terme di Jahuel e del Corazón, oltre alle stazioni sciistiche di Portillo e Laguna del Inca. Naturalmente non possiamo dimenticare l'arcipelago di Juan Fernandez e L'Isola di Pasqua.
Juan Fernandez è uno dei maggiori luoghi di interesse per il mondo botanico. Qui si può praticare l'escursionismo, il free climbing, le immersioni, l'osservazione della flora e della fauna.
L'ambiente naturale dell'Isola di Pasqua e la sua condizione di museo a cielo aperto consente la pratica di trekking, escursioni, immersioni, passeggiate a cavallo e scalate dei vulcani.
Portillo si trova nella regione delle Ande in una zona di alta montagna, a 3000 m d'altezza. Ha ottime piste da sci che consentono di svolgere questo sport in inverno e all'inizio della primavera. L'infrastruttura di questa stazione sciistica offre al turista l'alloggio, i prodotti alimentari e dodici impianti di risalita per la pratica degli sport invernali. È possibile anche praticare l'Heliski, il parapendio e lo sci di montagna.
A Viña del Mar c'è la Laguna Sausalito, centro di attrazione per gli amanti dello sci nautico, delle gite in barca e delle moto d'acqua.
Il Giardino Botanico Nazionale conta più di 3000 specie di piante, tra cui si distingue il Toromiro, albero nativo di Isola di Pasqua, oggi estinto.

## Governo e amministrazione
La regione di Valparaíso, ai fini del governo e dell'amministrazione interna, è suddivisa in 8 province. Ai fini del governo locale invece, le province sono divise in 38 comuni.
A fini elettorali, la regione di Valparaíso corrisponde ai distretti senatoriali V e VI, e comprende i distretti 10, 11, 12, 13, 14 e 15.

### Governo
Il governo della regione spetta all'intendente, nominato dal presidente della Repubblica. Nel 2006 Iván de la Maza Maillet ricopre questo ruolo.
Il governo e l'amministrazione delle province spetta invece a sette governatori nominati dal Presidente della Repubblica. Nel 2006 sono Nilton Vergara Coach (Quillota); Retamal Benigno Rodriguez (Los Andes), Ricardo Bravo Oliva (Valparaiso); Olavarría Leticia Carmona (San Felipe de Aconcagua), Julio Trigo (Petorca); Burotto Humberto Guevara (San Antonio) e Hotusa Hey Melania Carolina (Isola di Pasqua).

### Amministrazione
L'amministrazione della regione spetta al governo regionale, costituito dal sindaco e dal Consiglio regionale, composto di 28 amministratori regionali eletti indirettamente dai consiglieri delle varie province: 4 per Quillota, 3 per Los Andes, 11 per Valparaiso, 3 per San Felipe de Aconcagua, 2 per Petorca, 3 per San Antonio, e 2 per l'Isola di Pasqua.